# Saint-Genis-de-Saintonge
Saint-Genis-de-Saintonge is een gemeente in het Franse departement Charente-Maritime (regio Nouvelle-Aquitaine). De plaats maakt deel uit van het arrondissement Jonzac. Saint-Genis-de-Saintonge telde op 1 januari 2022 1.252 inwoners.

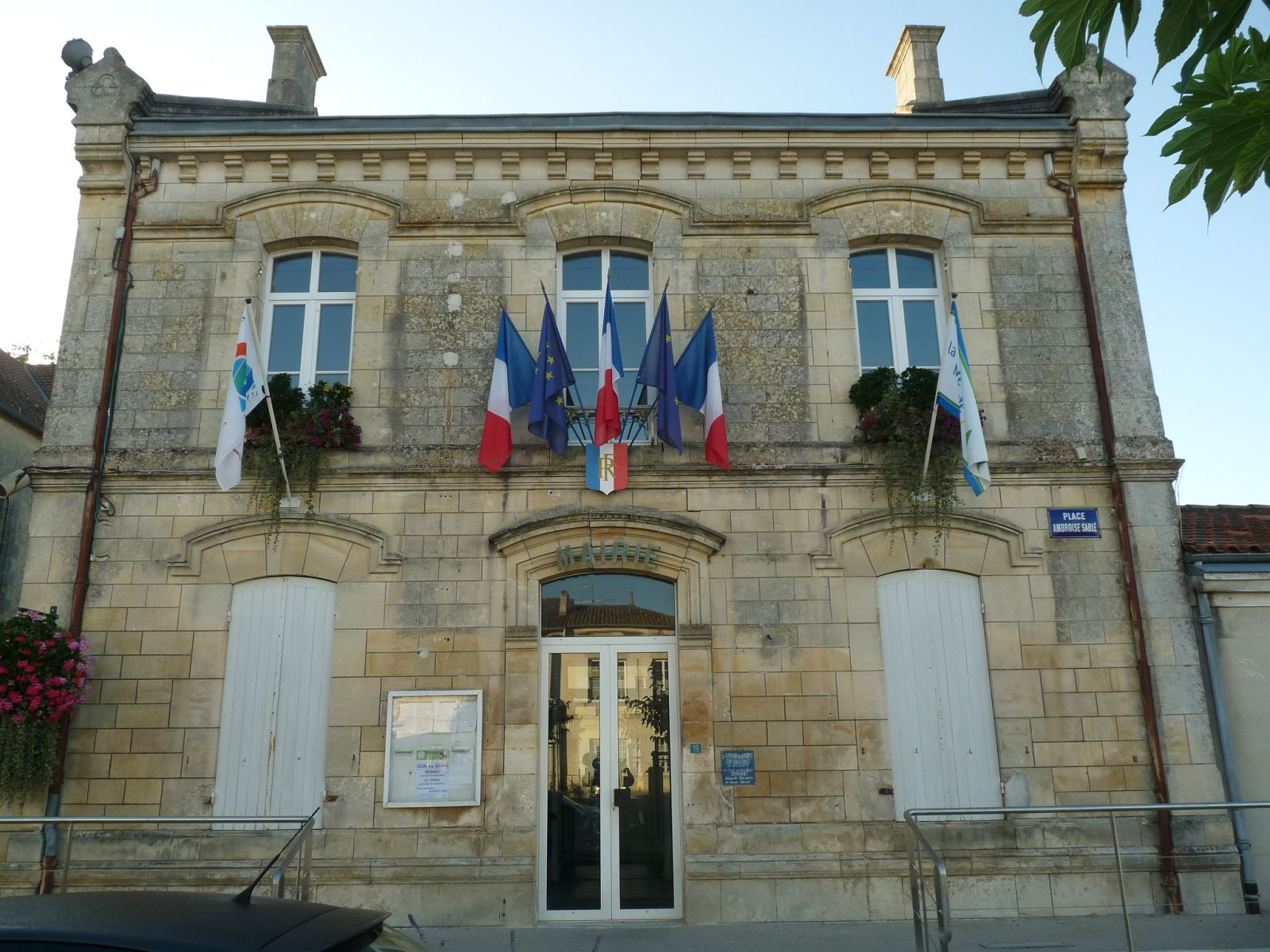
Gemeentehuis
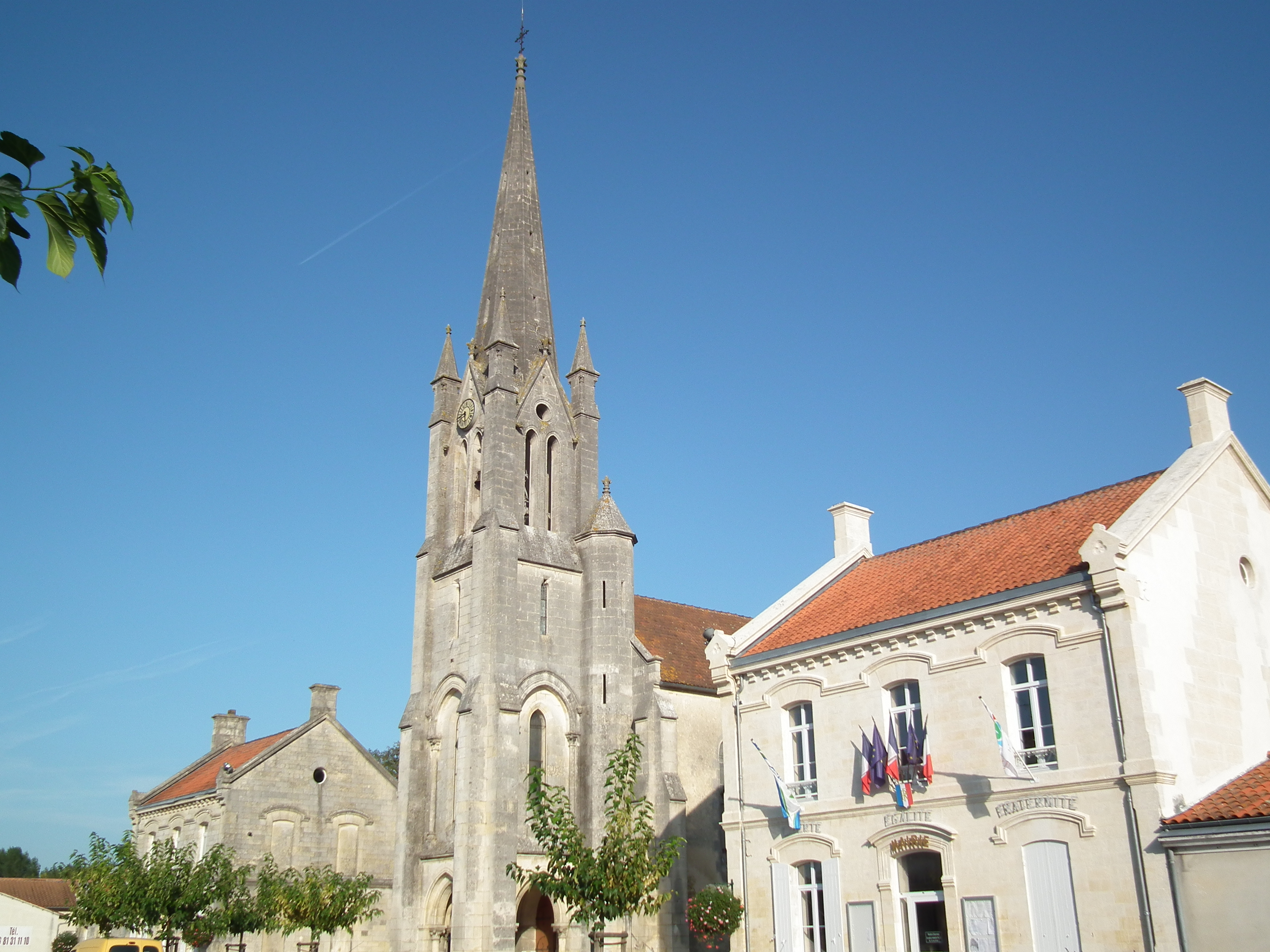
Centrum

## Geografie
De oppervlakte van Saint-Genis-de-Saintonge bedroeg op 1 januari 2022 11,02 vierkante kilometer; de bevolkingsdichtheid was toen 113,6 inwoners per km².
De onderstaande kaart toont de ligging van Saint-Genis-de-Saintonge met de belangrijkste infrastructuur en aangrenzende gemeenten.

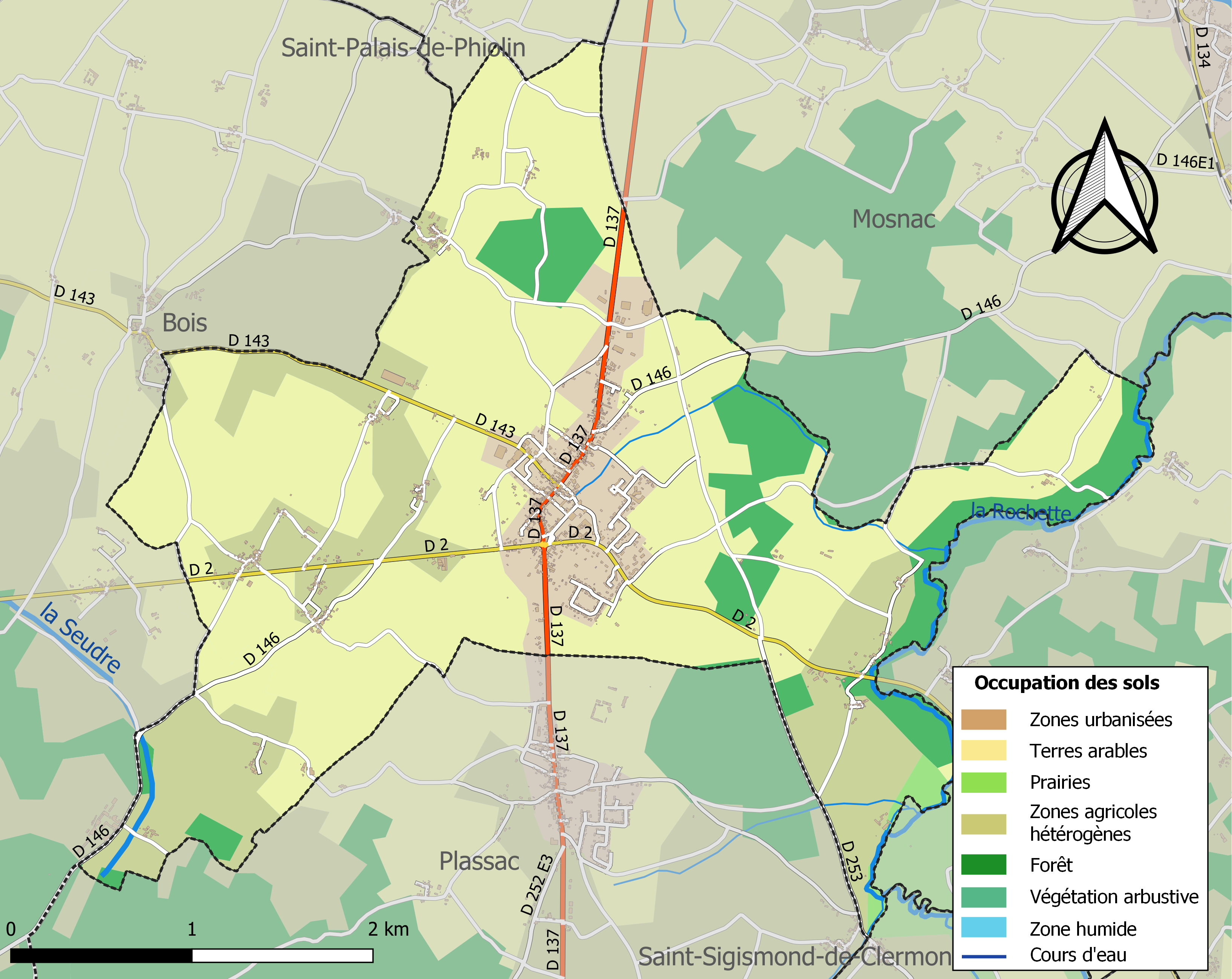

## Demografie
Onderstaande figuur toont het verloop van het inwonertal (bron: INSEE-tellingen).